# Fassanstich

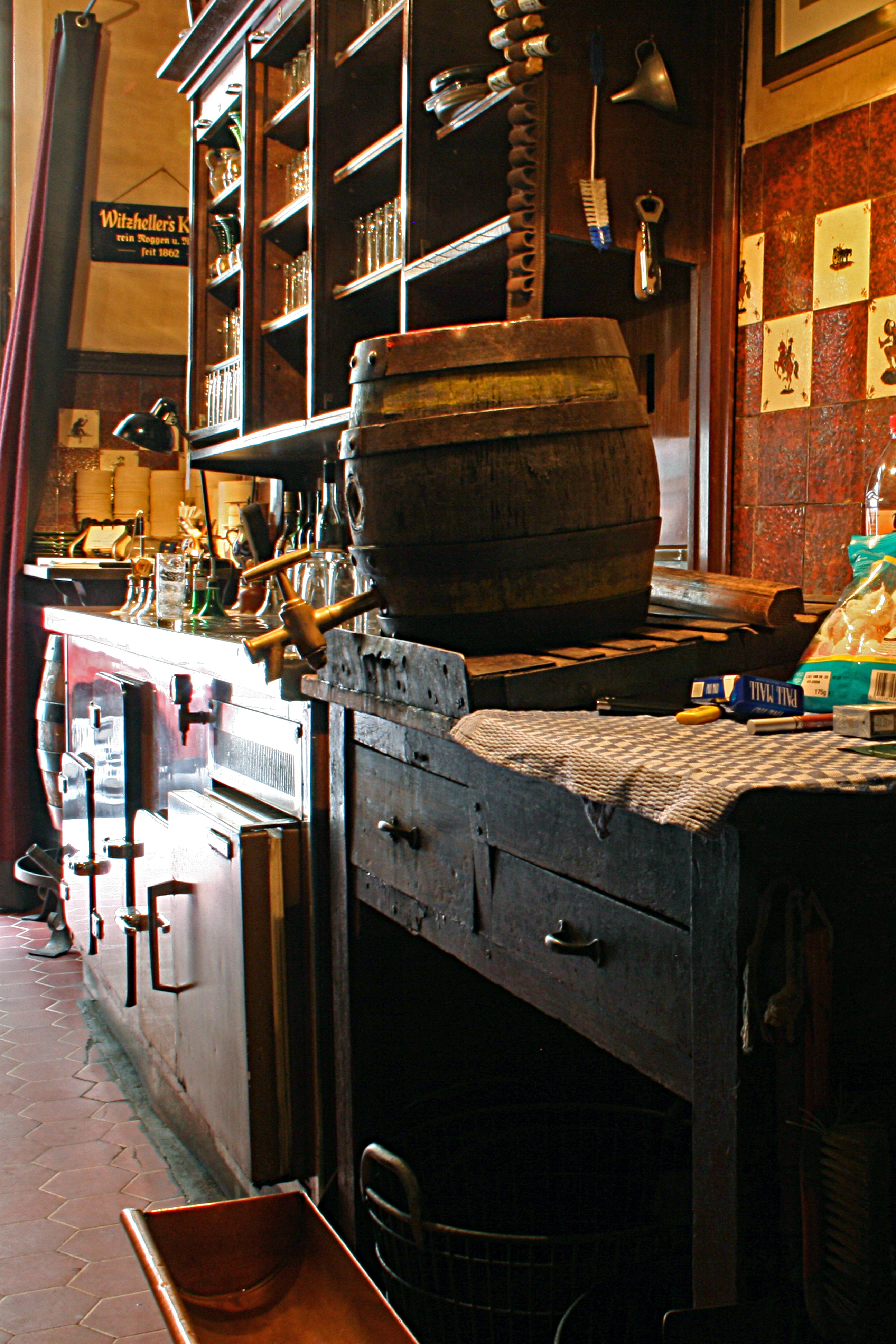
Angestochenes Bierfass mit Zapfhahn

Ein Fassanstich ist das Öffnen des Fasses mit einem Stich. Dieser Vorgang heißt auch Fass anstechen oder Fass anstecken. Das Getränk aus dem gerade geöffneten Fass wird als frischer Anstich bezeichnet.

## Vorgang
Durch das Einschlagen eines Zapfhahns in ein meist mit Bier gefülltes Holzfass mit Hilfe eines Schlägels ist das Zapfen des Getränks ermöglicht. Ein Fassanstich ist bei Fässern ohne eingebauten Zapfhahn grundsätzlich nötig, um an den Inhalt zu gelangen. Die hohe Kunst des Fassanstichs besteht darin, diese Aktion so durchzuführen, dass wenig Bier spritzt und der Zapfhahn mit möglichst wenigen Schlägen in das Fass getrieben wird.
Bei modernen Fässern aus Kunststoff oder Aluminium ist, da sich hier nur schlecht ein Hahn einschlagen lässt, stets ein Zapfhahn vorhanden.

## Kulturelle Bedeutung

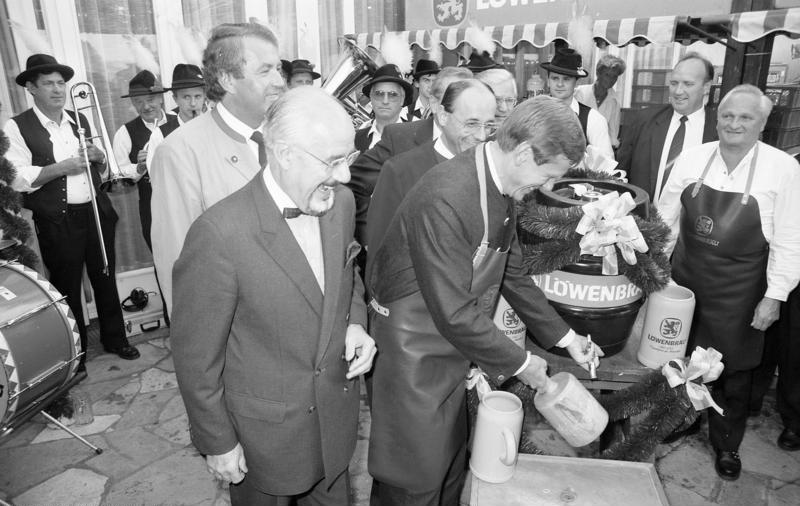
Fassanstich durch Politiker (Johnny Klein, 1990)

Ein Fassanstich ist eine verbreitete Zeremonie zur Eröffnung eines Volksfestes. Hierbei schlägt ein hoher Repräsentant der Stadt (meist der Bürgermeister) den Zapfhahn in das Fass ein. Da dieser dies im Regelfall nur zur Eröffnung des Volksfestes macht, wird hierüber bei sehr großen Volksfesten wie dem Münchner Oktoberfest und dem Cannstatter Wasen sogar in den Fernsehnachrichten berichtet.
Der erste offizielle Fassanstich auf dem Oktoberfest erfolgte 1950 und der seinerzeitige Bürgermeister Thomas Wimmer benötigte dazu 17 oder 19 Schläge, eine eindeutige Angabe gibt es nicht. Anschließend wird laut gerufen: „O’zapft is!“ („Es ist angezapft!“).